# Amomum villosum
Pour les articles homonymes, voir Cardamome (homonymie).
Espèce
Classification phylogénétique
Statut de conservation UICN

 LC  : Préoccupation mineure
Amomum villosum, parfois appelée cardamome médicinale, est une espèce de plante originaire d'Asie, du genre Amomum de la famille des Zingiberaceae dont le fruit (en chinois : 砂仁) est utilisé dans la médecine asiatique pour soigner les ulcères de l'estomac.